# Campagne-lès-Wardrecques
Campagne-lès-Wardrecques ist eine französische Gemeinde mit 1.300 Einwohnern (Stand: 1. Januar 2022) im Département Pas-de-Calais in der Region Hauts-de-France (vor 2016: Nord-Pas-de-Calais). Sie gehört zum Arrondissement Saint-Omer und zum Kanton Longuenesse. Die Einwohner werden Campagnards genannt.

## Geographie
Die Gemeinde Campagne-lès-Wardrecques liegt etwa sieben Kilometer südöstlich von Saint-Omer am Canal de Neuffossé. Die Gemeinde ist als Zugangsort mit dem Regionalen Naturpark Caps et Marais d’Opale assoziiert. Umgeben wird Campagne-lès-Wardrecques von den Nachbargemeinden Arques im Norden, Renescure im Osten, Wardrecques im Südosten und Süden, Heuringhem im Süden und Südwesten sowie Blendecques im Westen. Durch die Gemeinde führt die frühere Route nationale 42 (heutige D942).

## Bevölkerungsentwicklung
| Jahr                       | 1962 | 1968 | 1975 | 1982 | 1990 | 1999 | 2006 | 2012 | 2022 |
| -------------------------- | ---- | ---- | ---- | ---- | ---- | ---- | ---- | ---- | ---- |
| Einwohner                  | 418  | 409  | 492  | 724  | 862  | 947  | 1021 | 1193 | 1300 |
| Quellen: Cassini und INSEE |      |      |      |      |      |      |      |      |      |

## Sehenswürdigkeiten
- Kirche Saint-Martin aus dem 19. Jahrhundert

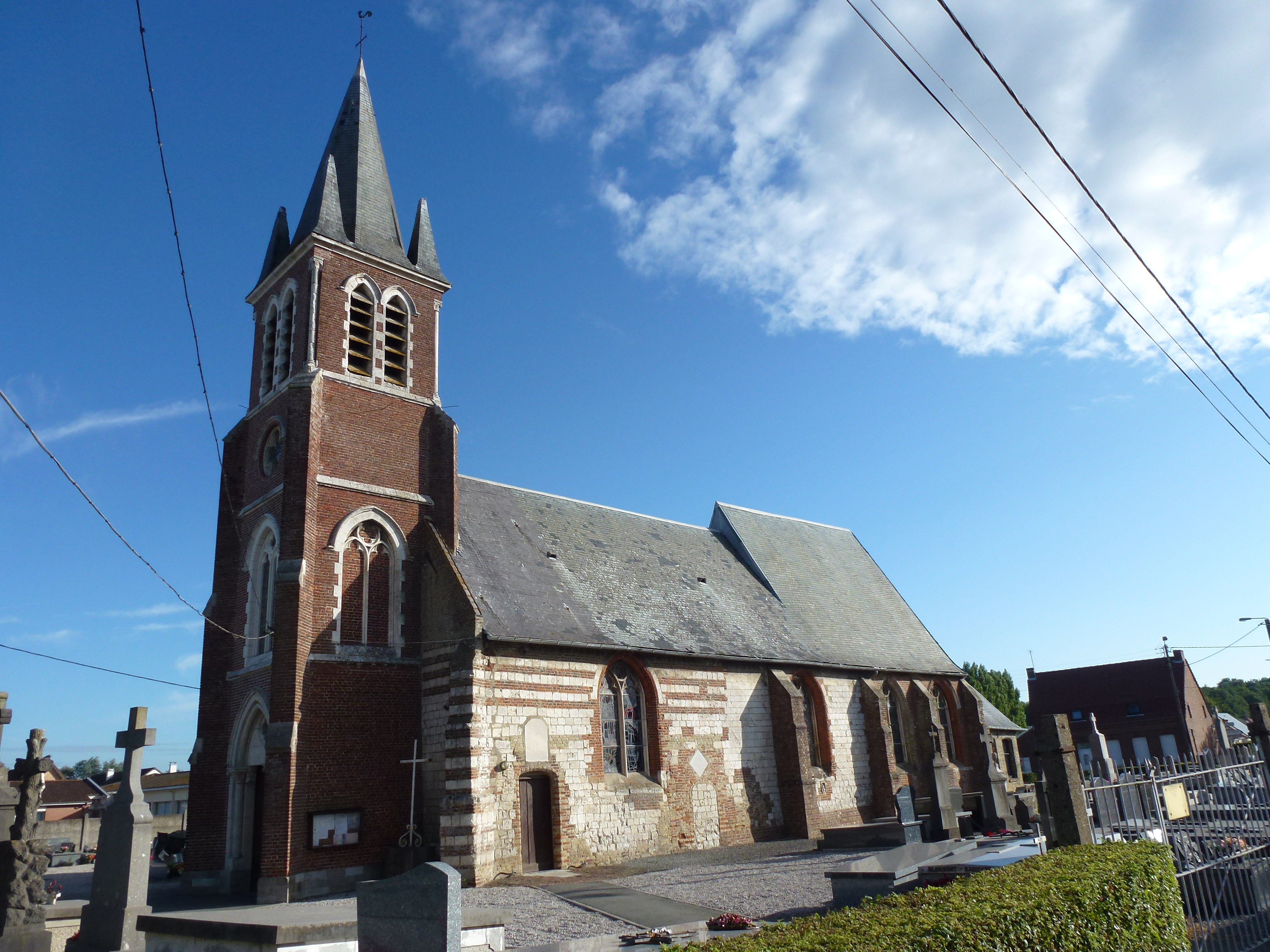
Kirche Saint-Martin
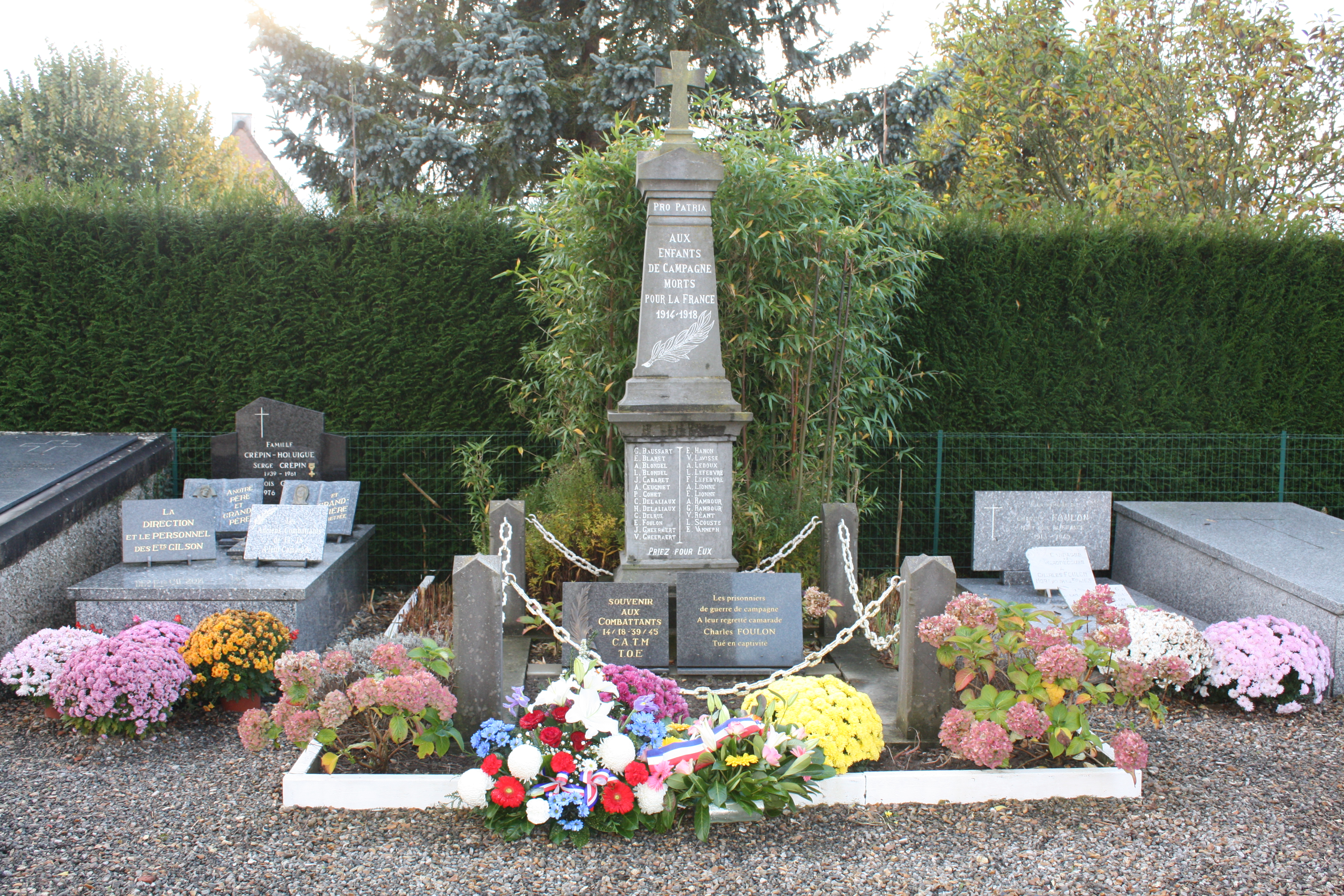
Gefallenendenkmal